# Herman Wouk
Herman Wouk (Bronx, 27 maggio 1915 – Palm Springs, 17 maggio 2019) è stato uno scrittore e drammaturgo statunitense noto per romanzi storici come L'ammutinamento del Caine, che gli valse il Premio Pulitzer per la narrativa nel 1952.
Tra le sue altre opere si ricorda il dittico sulla seconda guerra mondiale "Venti di guerra" e "Ricordi di guerra", adattato come molte altre sue opere per il cinema e la televisione, nonché Questo è il mio Dio, una spiegazione dell'ebraismo ai non-ebrei non da un punto di vista ortodosso moderno. I suoi libri sono stati tradotti in 27 lingue.
È stato definito dal Washington Post «il decano dei romanzieri storici statunitensi».

## Biografia

### Origini
Wouk nacque nel Bronx, secondo dei tre figli di Esther Levine e Abraham Isaac Wouk, immigrati bielorussi di origine ebraica. Suo padre aprì una lavanderia, lavorando alacremente per sottrarre la famiglia alla miseria. Nel 1928 i Wouk furono raggiunti dal padre di Esther, Mendel Leib Levine, che si occupò dell'educazione dei nipoti. Wouk studiò intensamente il Talmud e l'educazione impartita dal nonno ne fece un ebreo religioso e praticante per quasi tutta la sua vita.
Si diplomò alla Townsend Harris High School di Manhattan e ottenne nel 1934 un Bachelor of Arts dalla Columbia University, ove fu redattore del Columbia Jester. Dal 1937 Wouk tenne un diario personale, che raggiunse nel 2012 i 100 volumi. Divenne poi un radiodrammaturgo e lavorò con David Freedman e Fred Allen, prima di essere assunto dal governo (1941) come scrittore di spot per vendere obbligazioni di guerra.

### Inizi e seconda guerra mondiale
Wouk entrò nella US Navy dopo l'attacco giapponese a Pearl Harbor e combatté nel Pacifico, divenendo vicecomandante della USS Southard. Prese parte a otto incursioni sulla terraferma e a numerose battaglie; in questo periodo scrisse la bozza del suo primo romanzo, La vita impossibile del signor Reale, inviandola al suo vecchio professore Irwin Edman. Questi fece ottenere a Wouk il suo primo contratto di pubblicazione, che gli fu spedito mentre era al largo di Okinawa. Il romanzo fu pubblicato nel 1947.
Nel 1944, mentre lo Zane era in cantiere a San Pedro per riparazioni, incontrò l'impiegata di marina Betty Sarah Brown, che si convertì all'ebraismo per sposare Wouk nel 1945. I Wouk ebbero tre figli: Abraha Isaac Wouk (1946-1951), annegato in una piscina in Messico, Iolanthe Woulff (1950) e Joseph Wouk (1954). Dopo un periodo diviso tra l'isola di Saint Thomas e Washington i Wouk si trasferirono a Palm Springs, ove Betty morì nel 2011.
Nel 1948 Wouk pubblicò Il ragazzo della città, clamoroso fiasco oscurato probabilmente dallo straordinario successo de Il nudo e il morto di Norman Mailer. Wouk scrisse nel 1951, con l'aiuto di sua moglie, un nuovo romanzo, L'ammutinamento del Caine, che vinse nel 1952 il premio Pulitzer per la narrativa e da cui fu tratto un film con Humphrey Bogart.

### Maturità
Nel 1955 pubblicò Marjorie Morningstar, che gli valse la copertina del Time e che fu adattata nel 1958 in un film con Natalie Wood. Nel 1956 scrisse Slattery's Hurricane, che trasse dalla sceneggiatura del film Furia dei tropici, mentre al 1959 risale Questo è il mio Dio, prima opera di carattere religioso dell'autore.
Nel 1962 Wouk scrisse Sangue giovane, dramma basato sulla vita di Thomas Wolfe e nel 1965 Carnevale ai Tropici, commedia parzialmente autobiografica. Gli anni '70 furono segnati dalla pubblicazione dei monumentali romanzi sull'Olocausto Vento di guerra (1971) e Guerra e ricordo (1978), entrambi adattati per la televisione, interpretati da Robert Mitchum. 
Gli anni successivi furono impiegati a scrivere romanzi sul Giudaismo, su Israele e sulla Russia. Tra questi si citano Inside, Outside (1985), The Hope (1993), The Glory (1994). Nel 2004 pubblicò The Texas Hole, immaginando la scoperta del bosone di Higgs (che avvenne effettivamente nel 2013), seguito da The Language God talks (2010), sunto di una sua conversazione con Richard Feynman. Del 2012 è il romanzo The Lawgiver, incentrato sulla figura di Mosè.

## Riconoscimenti
1952 – Premio Pulitzer per la narrativa per L'ammutinamento del Caine (The Caine Mutiny) del 1951. 

## Opere

### Letteratura
- La vita impossibile del signor Reale (Aurora Dawn, 1947)
- Il ragazzo della città (The City Boy, 1948)
- L'ammutinamento del Caine (The Caine Mutiny, 1951)
- Marjorie Morningstar (1955)
- Slattery's Hurricane (1956)
- Dossier "Lomokome" (The "Lomokome" Papers, 1956) – in Italia anche L'incredibile viaggio del tenente Butler, in Epoca nº 318, Mondadori, 1956
- Sangue giovane (Youngblood Hawke, 1961)
- Carnevale ai Tropici (Don't Stop the Carnival, 1965)
- Vento di guerra (The Winds of War, 1971)
- Guerra e ricordo (War and Remembrance, 1978)
- Inside, Outside (1985)
- The Hope (1993)
- The Glory (1994)
- A Hole in Texas (2004)
- The Lawgiver (2012)

### Saggistica
- Questo è il mio Dio (This is My God, 1959, ed. rivista 1973)
- The Will to Live on (2000)
- The Language God Talks (2010)

### Opere teatrali
- The Man in the Trench Coat (1941)
- The Traitor (1949)
- Corte marziale per l'ammutinamento del Caine (The Caine Mutiny Court-Martial, 1953)
- Nature's Way (1957)

### Sceneggiature
- Furia dei tropici (Slattery's Hurricane), regia di André De Toth (1949)
- I professori non mangiano bistecche (Confidentially Connie), regia di Edward Buzzell (1953) - solo soggetto
- Venti di guerra (The Winds of War) – miniserie TV, 7 puntate (1983)
- The Caine Mutiny Court-Martial, regia di Robert Altman – film TV (1988)
- Ricordi di guerra (War and Remembrance) – miniserie TV, 12 puntate (1988-1989)